# Самакова
Самакова (укр. Самакова) — село в Конятинской сельской общине Вижницкого района Черновицкой области Украины.
До 2020 года входило в Путильский район
Население по переписи 2001 года составляло 593 человека. Почтовый индекс — 59123. Телефонный код — 3738. Код КОАТУУ — 7323582003.

## Религия
Храм в честь Сошествия Святого Духа Украинской Православной Церкви. Сгорел 30 января 2022 года.